# Rainer Ganahl
Rainer Ganahl (né le 18 octobre 1961 à Bludenz) est un artiste conceptuel austro-américain qui vit et travaille à New York.
Son travail a été largement exposé, notamment au Kunsthaus Bregenz, en Autriche, à la Wallach Art Gallery, Columbia University, New York, à la Gesellschaft für Aktuelle Kunst, Brême, Allemagne, et à la 48e Biennale de Venise.
Il est le sujet et l'auteur de plusieurs catalogues publiés, parmi lesquels Reading Karl Marx (Londres : Book Works, 2001), Ortsprache—Ortsprache—Local Language (Kunsthaus Bregenz, 1998) et Rainer Ganahl: Educational Complex (Vienne : Fondation Generali, 1997).

## Biographie
De 1986 à 1991, Rainer Ganahl étudie à l'Université des Arts Appliqués de Vienne (Peter Weibel) et à la Kunstakademie Düsseldorf (Nam June Paik). Il a été membre du programme d'études indépendant du Whitney Museum 1990/1991 à New York. Il est actuellement professeur d'arts visuels à l'Académie nationale des beaux-arts de Stuttgart.
Son œuvre la plus connue, commencée en 1995 et toujours en cours, S/L (Seminars/Lectures), est une série de photographies de critiques culturels bien connus s'adressant au public.
Dans ses séminaires de lecture importés organisés à partir de 1995, l'étude en groupe des travaux théoriques de pays spécifiques est documentée sur vidéo. Son exposition "El Mundo" à Kai Matsumiya est classée parmi les meilleures expositions de 2014 par le New York Times, et le film est ensuite acquis dans les collections permanentes du Whitney Museum of American Art et de la Hirshhorn Museum au Smithsonian.
Rainer Ganahl a représenté l'Autriche à la Biennale de Venise en 1999.